# Jan Fabre
Jan Fabre, född 14 december 1958 i Antwerpen, är en belgisk författare, koreograf, regissör, konstnär.
Under slutet av 1970-talet började Fabre experimentera med teatern som form. Han debuterade som regissör 1980 med scenverket Theater geschreven met een K is een kater med den engelska titeln Theater as it was expected and foreseen. Verket, som tar cirka 8 timmar att spela har ingen egentlig handling, utan består av repetitiva element, mimer, dramer-i-dramat och långa partier tystnad.
I sitt arbete har Fabre mer och mer närmat sig dansen som medium. Han har också visat ett tilltagande intresse för kroppsvätskor: blod, tårar, sperma och urin, som han nu använder flitigt i sina verk. Som konstnär är Fabre kanske mest känd för sin BIC-konst, ofta kvadratmeterstora teckningar utförda enbart med blå kulspetspenna.
Fabres mångsidighet och bombastiska stil har fått flera att jämföra honom med Richard Wagner, som han också tolkat som regissör. Den okonventionella sammansmältningen av genrer parat med besattheten vid den nakna kroppen har fått många att kalla Fabre för en provokatör. Själv avfärdar han detta, säger sig inte vilja provocera utan kallar sig med stolthet för "romantiker" och "avant-gardist".
Fabre har flera gånger besökt Sverige med sitt dans- och teaterkompani Troubleyn. På svenska finns även boken Fyra stycken (Ruin, 2006)